# Casjensviridae
Casjensviridae ist die Bezeichnung für eine Familie von Viren mit sog. Kopf-Schwanz-Aufbau (Klasse Caudoviricetes), die Bakterien verschiedener Arten (Spezies) infizieren (solche bakteriellen Viren werden auch Bakteriophagen genannt).
Die Familie wurde im März/April 2022 vom International Committee on Taxonomy of Viruses eingerichtet.

## Forschungsgeschichte
Als erstes Mitglied der Familie wurde der Salmonella-Phage Chi als ein flagellotropes, lytisches, Salmonellen infizierendes Virus vom Morphotyp der Siphoviren beschrieben.
Genomische, Proteomische und phylogenetische Daten sowie die Ergebnisse einer Reihe mehrerer Autoren zeigten, dass die Chi-artigen Phagen eine zusammenhängende Gruppe (Klade) bilden, die auf der taxonomische Rangstufe einer Familie steht.

## Beschreibung
Die Viruspartikel (Virionen) der Casjensviridae haben den für Mitglieder der Caudoviricetes typischen Kopf-Schwanz. Sie haben ein nicht umhülltes Kapsid, dieser ikosaedrische Kopf hat einen Durchmesser von etwa 66 nm. Der Schwanzteil besteht aus der eigentlichen nicht kontraktilen Schwanzröhre (englisch tail tube) mit einer Länge von etwa 220–230 nm und einem Querschnittsdurchmesser von 13 p nm (kennzeichnend für den Morphotyp der Siphoviren), diese zeigt etwa 55 Querstreifen. Dazu kommt eine extrem lange flexible Schwanzfaser (engl. tail fiber) mit einer Länge von nochmals etwa 200–220 nm.

## Genom und Proteom
Das lineare dsDNA-Genom der Casjensviridae hat eine Länge von ca. 59 kbp (Kilobasenpaare) und enthält etwa 75 Gene.
Der G+C-Gehalt liegt bei etwa 57,1 mol% (Bereich: 46.9 % – 63.3 %).
Das dsDNA-Molekül hat kohäsive Enden.
Das Genom kodiert für folgende Enzyme:
- DNA-Polymerase[5]
- DNA-Primase[6]
- Protease (Peptidase S49)[7]
- Terminase[8]
- Phosphoadenosin-Phosphosulfat-Reduktase[9]

## Replikation
Der Replikationszyklus der Vertreter der Casjensviridae umfasst folgende Schritte:
1. Adsorption: Die Viruspartikel der Phagen heften sich über ihre Schwanzfasern an die Rezeptoren (Adhäsionsrezeptoren[10]) der Zielzelle. Der Salmonella-Phage Chi heftet sich „flagellotrop“[2] an den Faden (Filament) einer bakteriellen Geißel, die Eintrittsstelle befindet sich jedoch an der Basis der Geißel.
2. Ausstoß der viralen DNA in das Zytoplasma der Wirtszelle durch das lange flexible Schwanzsystem (engl. tail ejection system[11])
3. Transkription und Translation der „frühen“ Gene.
4. Replikation der Genom-DNA.
5. Transkription und Translation von „späten“ Genen
6. Zusammenbau (Assemblierung) eines leeren Kapsid-Vorläufers (Prokapsids[12]) und Verpackung des Genoms.
7. Zusammenbau des Virusschwanzes inklusive der Schwanzfasern.
8. Die reifen Virionen (Viruspartikel) werden durch Lyse aus der Zelle freigesetzt.

## Etymologie
Die Bezeichnung Casjensviridae wurde vergeben zu Ehren des amerikanischen Virologen Sherwood R. Casjens
für seine bahnbrechenden Beiträge zur Erforschung der Biologie und Evolution von Phagen; das Suffix ‚-viridae‘ zeigt eine Virusfamilie an.

## Systematik
Innere Systematik der Familie Casjensviridaegemäß International Committee on Taxonomy of Viruses (ICTV) mit Stand Mai/Juni 2024:
Familie Casjensviridae (24 Gattungen)
- Gattung Ahduovirus (1 Spezies)
  - Spezies Burkholderia virus AH2 (Burkholderia-Virus AH2)[16]

- Gattung Broinstvirus (1 Spezies)
  - Spezies Broinstvirus pCB2051A mit Loktanella phage pCB2051-A (Loktanella-Phage pCB2051-A)[17] – Wirt: Loktanella sp. CB2051 (Rhodobacteraceae)

- Gattung Cenphatecvirus (1 Spezies)
  - Spezies Cenphatecvirus saba mit Proteus phage Saba (Proteus-Phage Saba)

- Gattung Chivirus (früher Chilikevirus; 17 Spezies)[18]
  - Spezies Chivirus BSPM4 mit Salmonella phage BSPM4
  - Spezies Chivirus chi (früher Salmonella virus Chi, Salmonella-Virus Chi) mit Salmonella phage Chi (Salmonella-Phage Chi) alias Phage χ
  - Spezies Chivirus cv35 mit Salmonella phage 35
  - Spezies Chivirus cv37 mit Salmonella phage 37
  - Spezies Chivirus cv118970sal1 mit Salmonella phage 118970_sal1
  - Spezies Chivirus ER24 mit Salmonella phage ER24
  - Spezies Chivirus FSLSP030 (Salmonella-Virus FSLSP030) mit Salmonella phage FSL SP-030
  - Spezies Chivirus FSLSP088 (Salmonella-Virus FSLSP088) mit Salmonella phage FSL SP-088
  - Spezies Chivirus iEPS5 (Salmonella-Virus iEPS5) mit Salmonella phage iEPS5
  - Spezies Chivirus KFSSE1 mit Salmonella phage KFS-SE1
  - Spezies Chivirus KpYy141 mit Serratia phage KpYy 1 41
  - Spezies Chivirus SeWh1 mit Salmonella phage SeWh-1
  - Spezies Chivirus siskin mit Salmonella phage Siskin
  - Spezies Chivirus SPN19 (Salmonella-Virus SPN19) mit Salmonella phage SPN19
  - Spezies Chivirus ST101 mit Salmonella phage ST-101
  - Spezies Chivirus YSD1 (Salmonella-Virus YSD1) mit Salmonella phage YSD1[19]
  - Spezies Salmonella virus BP12C (Salmonella-Virus BP12C)

- Gattung Dunedinvirus (1 Spezies)
  - Spezies Dunedinvirus JS26 mit Serratia phage JS26 (Serratia-Phage JS26)

- Gattung Enchivirus (1 Spezies) – abgetrennt von Chivirus
  - Spezies Enchivirus Enc34 (früher Chivirus Enc34) mit Enterobacter phage Enc34 (Enterobacter-Phage Enc34)

- Gattung Fengtaivirus (1 Spezies)
  - Spezies Fengtaivirus Axp2 mit Achromobacter phage phiAxp-2 (Achromobacter-Phage phiAxp-2)

- Gattung Gediminasvirus (1 Spezies)
  - Spezies Gediminasvirus AchV4 mit Achromobacter phage vB_AchrS_AchV4 (Achromobacter-Phage AchV4)[20]

- Gattung Gwanakrovirus (1 Spezies)
  - Spezies Gwanakrovirus SNUABM08 mit Erwinia phage pEp_SNUABM_08 (Erwinia-Phage pEp_SNUABM_08)

- Gattung Jacunavirus (1 Spezies)
  - Spezies Jacunavirus JC01 mit Cronobacter phage JC01 (Cronobacter-Phage JC01)

- Gattung Kokobelvirus (1 Spezies)
  - Spezies Kokobelvirus kokobel1 mit Providencia phage Kokobel1 (Providencia-Phage Kokobel1)

- Gattung Lavrentievavirus (3 Spezies)[21]
  - Spezies Lavrentievavirus E21[A. 1] mit Escherichia phage E21 (Escherichia-Phage E21)
  - Spezies Lavrentievavirus PM87[A. 1] mit Proteus phage PM87 (Proteus-Phage PM87)
  - Spezies Lavrentievavirus pPM01[A. 1] mit Proteus phage pPM_01 (Proteus-Phage pPM_01)
  - Spezies „Proteus phage ASh-2020a“ („Proteus-Phage ASh-2020a“)
  - Spezies „Proteus phage Isf-Pm1“ („Proteus-Phage Isf-Pm1“)
  - Spezies „Proteus phage P16-2532“ („Proteus-Phage P16-2532“)
  - Spezies „Proteus phage Q29“ („Proteus-Phage Q29“)
  - Spezies „Proteus phage RP6“ („Proteus-Phage RP6“)
  - Spezies „Proteus phage vB_PmiS_DanisaurMW“ („Proteus-Phage vB_PmiS_DanisaurMW“)
  - Spezies „Proteus phage vB_PmiS_DoubleBarrel“ („Proteus-Phage vB_PmiS_DoubleBarrel“)
  - Spezies „Proteus phage vB_PmiS_Inception“ („Proteus-Phage vB_PmiS_Inception“)
  - Spezies „Proteus phage vB_PmiS_Jing313“ („Proteus-Phage vB_PmiS_Jing313“)
  - Spezies „Proteus phage vB_PmiS_NotEvenPhaged“ („Proteus-Phage vB_PmiS_NotEvenPhaged“)

- Gattung Maxdohrnvirus (1 Spezies)
  - Spezies Maxdohrnvirus SS2019XI mit Pseudomonas phage vB_Pae-SS2019XI (Pseudomonas-Phage vB_Pae-SS2019XI)

- Gattung Nazgulvirus (1 Spezies)
  - Spezies  Burkholderia virus BcepNazgul (Burkholderia-Virus BcepNazgul) mit Burkholderia phage BcepNazgul (Burkholderia-Phage BcepNazgul)

- Gattung Newforgelanevirus (1 Spezies)
  - Spezies Newforgelanevirus MA12 mit Pectobacterium phage MA12 (φMA12, Pectobacterium-Phage MA12) – Wirt: Pectobacterium carotovorum[A. 2]

- Gattung Phobosvirus (2 Spezies)
  - Spezies Phobosvirus phobos mit Bakteriophage Phobos – Wirt: Pseudomonas syringae[22]
  - Spezies Phobosvirus PspYZU01 mit Pseudomonas phage PspYZU01 (Pseudomonas-Phage PspYZU01)

- Gattung Redjacvirus (3 Spezies)
  - Spezies Redjacvirus piberecoleta mit Providencia phage vB_PreS-PibeRecoleta (Providencia-Phage vB_PreS-PibeRecoleta)
  - Spezies Redjacvirus redjac mit Providencia phage Redjac (Providencia-Phage Redjac)
  - Spezies Redjacvirus stilesk mit Providencia phage vB_PreS-Stilesk (Providencia-Phage vB_PreS-Stilesk)

- Gattung Salvovirus (2 Spezies)
  - Spezies Salvovirus bacata mit Xylella phage Bacata (Xylella-Phage Bacata)
  - Spezies Salvovirus salvo mit Xylella phage Salvo (Xylella-Phage Salvo)

- Gattung Sanovirus (1 Spezies)
  - Spezies  Xylella virus Sano (Xylella-Virus Sano) mit Xylella phage Sano

- Gattung Seodaemunguvirus (1 Spezies)
  - Spezies Seodaemunguvirus YMC16-01N133 mit Klebsiella phage YMC16/01/N133_KPN_BP (Klebsiella-Phage YMC16/01/N133_KPN_BP)

- Gattung Sessunavirus (1 Spezies)
  - Spezies Sessunavirus SESS1 (Synechococcus-Virus S-ESS1, früher auch Cyanosiphovirus S-ESS1) mit Synechococcus-Phage S-ESS1

- Gattung Sharonstreetvirus (3 Spezies)
  - Spezies Sharonstreetvirus A18P4 mit Aeromonas phage vB_AhyS-A18P4 (Aeromonas-Phage vB_AhyS-A18P4)
  - Spezies Sharonstreetvirus BUCT551 mit Aeromonas phage BUCT551 (Aeromonas-Phage BUCT551)
  - Spezies Sharonstreetvirus LAh7 mit Aeromonas phage LAh_7 (Aeromonas-Page LAh_7)

- Gattung Yonseivirus (3 Spezies)
  - Spezies Yonseivirus N137 mit Klebsiella phage KPN N137 (Klebsiella phage KPN N137), Klebsiella-Phage KPN N54, Klebsiella phage KPN N98, Klebsiella phage KPN U2874, Klebsiella-Phage YMC15/11/N53_KPN_BP
  - Spezies Yonseivirus seifer mit Klebsiella phage Seifer (Klebsiella-Phage Seifer)
  - Spezies Yonseivirus soft mit Klebsiella phage Soft (Klebsiella-Phage Soft)

- Gattung Zhonglingvirus (1 Spezies)
  - Spezies Zhonglingvirus SAP012 mit Salmonella phage SAP012 (Salmonella-Phage SAP012)

- ohne Gattungszuordnung
  - Spezies „Ruegeria phage DSS3-P1“ („Ruegeria-Phage DSS3-P1“), alias „Silicibacter phage DSS3-P1“, „Roseophage DSS3-P1“[23][24]

Vorgeschlagene Mitglieder (nicht vom ICTV bestätigt, in Anführungszeichen) sind der Taxonomie des National Center for Biotechnology Information (NCBI) entnommen (auszugsweise).